# Connarus subpeltatus
Connarus subpeltatus är en tvåhjärtbladig växtart som beskrevs av Schellenb.. Connarus subpeltatus ingår i släktet Connarus och familjen Connaraceae. Inga underarter finns listade i Catalogue of Life.